# Gods Eater Burst
Gods Eater Burst (no Japão God Eater Burst) é um jogo eletrônico de ação e RPG para o PlayStation Portable (PSP) desenvolvido e publicado pela Namco Bandai Games no Japão e publicado pela D3 Publisher (subsidiária da Namco Bandai Games), na América do Norte. Foi lançado no Japão em 28 de outubro de 2010 e na América do Norte em 15 de março de 2011. O jogo é uma versão incrementada do God Eater original, lançado apenas no Japão em 4 de fevereiro de 2010.

## Estilo do jogo
O jogo é extremamente similar aos jogos da série Monster Hunter da Capcom. Os jogadores controlam um jovem guerreiro, que  pode lutar contra poderosas criaturas misteriosas e chamadas Aragami. Os guerreiros que lutam contra essas criaturas são chamados de God Eaters (literalmente "Comedores de Deuses"). O modo single-player consiste de mais de 100 missões, incluindo jogo cooperativo com até três jogadores. A versão norte-americana também possui conexão com o PlayStation 3. O Jogo também apresenta customização do personagem, permitindo personalizar o cabelo, rosto, pele, vestuário, voz, e até armas especiais.

## Recepção
O Jogo teve uma ótima pontuação na revista de games japonesa Famitsu que deu ao jogo uma pontuação total de 34 de 40 entre as pessoas que votaram. O jogo vendeu 295 mil cópias na primeira semana de seu lançamento no Japão, em 24 de fevereiro de 2010 o jogo vendeu 500 mil cópias no Japão.